# Absalon Lagailse
Absalon Auguste Lagailse (né le 22 juillet 1852 à Niort, et mort le 21 avril 1926 à Saint-Sylvain-d'Anjou) est un employé de bureau français au réseau des Chemins de fer de l’État et le premier secrétaire général de la CGT, première organisation syndicale française. Il occupe cette fonction du 4 décembre 1895 à octobre 1898.

## Biographie

### Famille
Absalon Lagailse est le fils d’Auguste Lagailse, né à Poitiers vers 1821, cordonnier, et de Anne Moreau, née à Longré vers 1822, lingère.
Il se marie à Marie Françoise Lucas et a deux fils, Fabert Anacharsis Vercingétorix Palustre Lagailse, né le 22 octobre 1882 à Niort, lithographe et Raphaël Athanase Venceslas Gaëtan Lagailse, né le 15 février 1880 à Niort, ajusteur et contremaître tourneur à la société des omnibus de Paris, ainsi qu’une fille, Sarah Pervenche Dorothée Lagailse, née le 9 mars 1878 à Niort et morte le 27 avril 1952 à Nantes.

### Carrière syndicale
Membre du Comité provisoire d'action syndicale et corporative mis en place en octobre 1895, il en est le trésorier tandis que Clément Beausoleil en est le secrétaire. La première action de cette direction provisoire de la CGT est une délégation de protestation auprès de la Chambre des députés, contre la répression policière envers les grévistes des verreries de Carmaux. Selon l'historien Georges Lefranc, qui souligne la participation des "réformistes" à la direction de la CGT, Lagailse, « poussé par Guérard devient secrétaire » dans le premier Bureau confédéral. Auguste Keufer est alors trésorier, A. Pergay est archiviste.
Non participant au congrès fondateur de la CGT, pas plus que les hommes qui lui succèdent à la direction de la centrale syndicale (Victor Renaudin, Maurice Copigneaux, Eugène Guérard ou Victor Griffuelhes), Lagailse est délégué et rapporteur de l'activité du Bureau confédéral aux 2e congrès de la CGT (septembre 1896, Tours), 3e congrès (septembre 1897, Toulouse) et 4e congrès (septembre-octobre 1898, Rennes). Il semble que « l'hostilité réciproque » entre Fernand Pelloutier, responsable de la section des Bourses et Lagailse, ait contribué au non achèvement de l'unité de la CGT avant 1902. C'est immédiatement à la suite du 4e congrès qu'il est « débarqué » du secrétariat général, à la suite de son attitude jugée d'une « couardise impardonnable » lors d'une grève des cheminots qu'il désavoue.
La date exacte de son remplacement diffère selon les auteurs, octobre 1898 selon les uns, juin 1899 selon d'autres. La première date paraît cependant la plus vraisemblable puisqu'elle sanctionne sa « démission » immédiate après la grève des cheminots et elle est retenue comme celle de la nomination de son successeur. La seconde date semble être celle d'une sanction syndicale administrative, prise à son encontre par le Bureau confédéral.
Après la cessation de ses fonctions, on ne retrouve plus trace de lui hormis l’annonce de son décès le 21 avril 1926 à Saint-Sylvain-d'Anjou (lieudit La Singerie) dans le journal régional de Maine-et-Loire Le Petit Courrier.